# Coevorden vasútállomás
Coevorden vasútállomás vasútállomás Hollandiában, Coevorden városában. Az állomás 1905 július 1.-én nyílt meg, jelenleg az Arriva üzemelteti.

## Vasútvonalak
Az állomást az alábbi vasútvonalak érintik:
- Zwolle–Stadskanaal-vasútvonal

## Kapcsolódó állomások
A vasútállomáshoz az alábbi állomások vannak a legközelebb:
- Dalen vasútállomás
- Gramsbergen vasútállomás

## Forgalom
2013-ban az alábbi járatok érintették az állomást:
- Óránként 1x expresszvonat (sneltrein): Zwolle - Hardenberg - Emmen
- Óránként 1x személyvonat (stoptrein): Zwolle - Hardenberg - Emmen